# Обетът
„Обетът“ (на гръцки: To tama) е български, гръцки и кипърски игрален филм (драма) от 2001 година на режисьора Андреас Пандзис, по сценарий на Андреас Пандзис и със съдействието на Александър Адабашян. Оператор е Николай Лазаров. Музиката във филма е композирана от Васос Аргиридис. Филмът е копродукция на Кипър, Гърция и България. Сниман е в Кипър.

## Актьорски състав
Роли във филма изпълняват актьорите:
- Жорж Корафас
- Валерия Голино
- Янис Воглис
- Илияс Алетрас
- Таня Казанджиева
- Неоклис Неоклеус

## Награди
- Награда за най-добър актьор в гръцки филм на Жорж Корафас, награда на ФИПРЕСИ, трето място за най-добър гръцки филм, Филмов фестивал в Солун, 2001 г.
- Награда за най-добър актьор на Жорж Корафас, награда на журито, Mediterranean Film Festival в Кьолн, 2002 г.
- Награда на Андреас Пандзис за Best Artistic Contribution, Фестивал в Кайро, 2002 г.